# بک مویی
بک مویی (به لاتین: Becke Moui) یک منطقهٔ مسکونی در گرنادا است که در Saint David Parish, Grenada واقع شده‌است. بک مویی ۱ متر بالاتر از سطح دریا واقع شده‌است.